# Mahencyrtus aereifemur
Mahencyrtus aereifemur är en stekelart som först beskrevs av Girault 1922.  Mahencyrtus aereifemur ingår i släktet Mahencyrtus och familjen sköldlussteklar. Inga underarter finns listade i Catalogue of Life.